# Стиракозавр
Стиракозавр (Styracosaurus — «шипастий ящір») — викопний рід травоїдних цератопсів з пізньої крейди (кампанський ярус) Північної Америки. Він мав від чотирьох до шести довгих тім'яних шипів, що виходили з оборки на шиї, по одному меншому виличному рогу на кожній щоці та один ріг на носі, що досягав 60 сантиметрів завдовжки та 15 сантиметрів завширшки. Функції його рогів та оборки обговорюються протягом багатьох років.
Стиракозавр був відносно великим динозавром, та сягав 5—5,5 метрів у довжину і важив близько 1,8—2,7 тонни. Він був близько 1,8 метра заввишки. Стиракозавр мав чотири короткі ноги та масивне тіло. Хвіст був досить коротким. Стиракозавр мав дзьоб і ріжучі щічні зуби, розташовані суцільними зубними батареями, що дозволяє припустити, що тварина харчувалась рослинами, зрізаючи їх зубами з пагонів. Як і інші цератопси, цей динозавр, можливо, був стадною твариною і пересувався великими групами, на що вказують знайдені кісткові рештки.
Стиракозавр, названий Лоренсом Ламбе в 1913 році, належить до родини Centrosaurinae. Один вид, Styracosaurus albertensis, нині належить до цього виду. Ще один вид, S. ovatus, названий Чарльзом Гілмором у 1930 році, був перенесений Ендрю Макдональдом і Джеком Горнером до нового роду Rubeosaurus у 2010 році, але з 2020 року його знову вважають або власним родом, або видом Styracosaurus (або навіть зразком S. albertensis).

## Опис

Стиракозавр у масштабі до людини

### Шипи
Від інших родичів, наприклад, трицератопсоа (Triceratops) і хасмозавра (Chasmosaurus), стиракозавра відрізняє форма кісткового коміра і розташування рогів. У задній частині коміра у нього було до шести довгих, спрямованих назад шипів. Шипи меншого розміру розташовувались по краю коміра. Крім того, у стиракозавра був один великий ріг на носі, але над бровами роги були відсутні.

### Комір

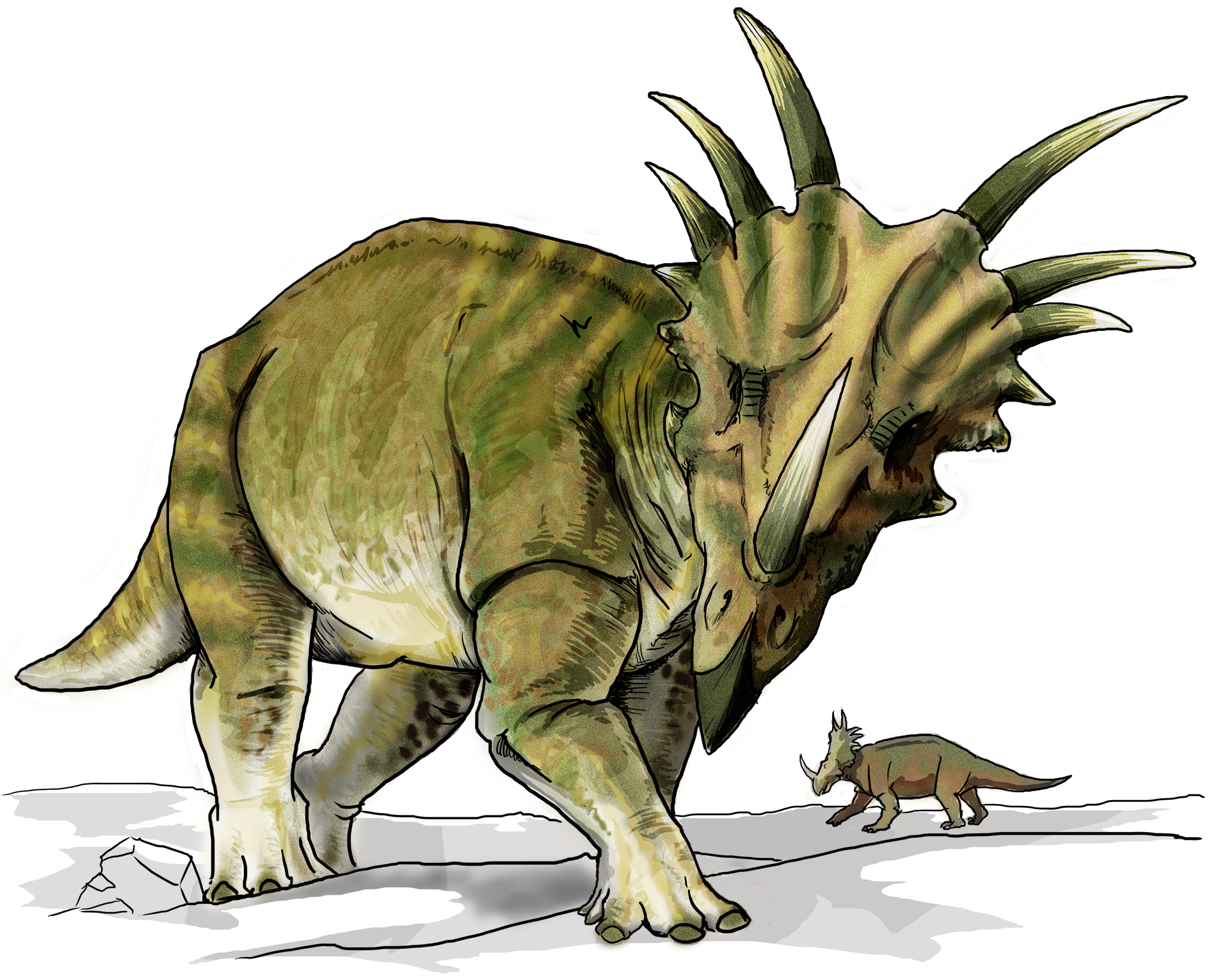
Художня реконструкція

Кістковий комір, мабуть, давав деякий захист вразливій шиї тварини, куди зазвичай буває спрямована атака хижака. Але у стиракозавра комір був досить крихким і при нападі міг ламатися. Швидше за все, комір і шипи грали роль пізнавальних знаків для привертання уваги самок, а може бути, і для захисту території. Не виключена можливість того, що комір стиракозавра був яскраво пофарбований. Деякі вчені навіть вважають, що стиракозавр за бажання міг змінювати колір коміра, як хамелеон змінює колір шкіри[джерело?].

## Захист
Його потужне захисне озброєння було життєвою необхідністю: за стадами великих травоїдних завжди слідували грізні хижаки, що збирають з них «данину». Ймовірно, при нападі на стадо дорослі стиракозаври утворювали коло, виставивши назовні шипасті рогаті голови[джерело?]. Через такий заслін важко було прорватися навіть тиранозавру, і хижаки воліли атакувати відсталих і ослаблих особин.